# Tetramesa eximia
Tetramesa eximia is een vliesvleugelig insect uit de familie Eurytomidae. De wetenschappelijke naam is voor het eerst geldig gepubliceerd in 1863 door Giraud.